# Casa de la Palma

## Historia
Este edificio, ubicado en la calle 4 sur no. 303, de la Ciudad de Puebla, Puebla, fue parte del convento religioso de la Santísima Trinidad, el cual se fundó en el año de 1593, posteriormente, en el siglo XIX se le llamo “Casa de la Palma” su nombre se debe a que frente a este edificio estaba presente una palmera, así también en la época novohispana era conocida como “calle de compañía de Jesús” llamada así estar ubicada en colindancia con el templo y colegio del espíritu santo.
Esta casa hospedo al primer gobernador constitucional en el estado de Puebla, José María Calderón Garcés durante los años 1780 y 1834, posteriormente fue ocupada por su hijo, el coronel José Calderón Y Tapia y debido a la desamortización eclesiástica, en el año de 1810 y hasta 1870 fue habitada por Luis de Haro y Tamariz, quien en 1861 la cedió a Juan Tomborell, quien era el presidente municipal en aquel año, después el inmueble pasó a manos de Manuel García Teruel, un acaudalado dueño de fábricas textiles quien tiempo después la vende a su hermano. Años más tarde es adquirida nuevamente por la familia Tamariz Oropeza, quienes crean una fundación. En la década de los 70 del siglo XX fue adquirida por el gobierno de estado con la finalidad de establecer el museo de gobernadores, sin embargo, ante el fracaso de este museo, fue vendida a la Benemérita Universidad Autónoma de Puebla, en un principio fungió como instalaciones del periódico nueva era y fue también albergado por la orquesta infantil de la universidad.

## Arquitectura
Este inmueble es de estilo neoclásico, sin embargo, la neoclásico de su interior es afrancesada y se observa en la yesería, barandales y vitrales que lo conforman.
Además, tiene elementos heráldicos franceses, un ejemplo de ello es la flor de lis, algunos escudos y leones rampantes y con características francesas en la parte central, en el comedor, se observa ornamentación, escalinata de doble rampa y barandales artísticos.

## Actualidad
Actualmente en este histórico inmueble se encuentran ubicadas las oficinas de la Dirección de Difusión Cultural la Benemérita Universidad Autónoma de Puebla.